# 相撲聖域
《相撲聖域》，是一部2023年日本運動電視劇，由江口幹開發，一之瀨亙、瀧正則、忽那汐里和染谷將太主演。故事環繞一名前柔道選手為了賺錢而誤打誤撞成為相撲力士的經歷。
該劇於2023年5月4日在Netflix上首播。

## 劇情背景
前柔道選手小瀨清（一之瀨亙飾）為了賺錢償還父親的醫藥費而被前前力士猿將親方（瀧正則飾）招募，誤打誤撞成為了相撲力士。雖然他憑藉過人的天賦和體格優勢漸漸打響名堂，卻因屢次無視相撲圈的傳統和禮儀而引人詬病，更令被高層盯上。

## 演員

### 主演
- 一之瀨亙 飾演 小瀨清／猿櫻：北九州門司區人，前柔道選手、不良少年，為了賺錢償還父親的醫藥費而成為力士。
- 瀧正則 飾演 猿將親方：「猿將部屋」負責人，清的師父。
- 忽那汐里 飾演 國嶋飛鳥：從美國回國的歸國子女（日语：帰国子女），剛入職的報社記者，被上司從政治部調派去報導她不感興趣的相撲運動。
- 染谷將太 飾演 清水：「猿將部屋」的選手，清的好友。
- 住洋樹 飾演 靜內：左臉有傷疤、擁有怪物般力量的相撲力士。
- 小雪 飾演 熊田花：猿將部屋的女將，大相撲協會理事長之女。
- 佳久創 飾演 龍貴：剛昇進為大關的知名相撲力士，曾為連勝紀錄保持者。
- 松尾鈴木 飾演 犬嶋親方：大相撲協會委員，與猿將有仇的前相撲力士。

### 常設配角
- 田口智朗 飾演 時津：即將退休的報社記者，飛鳥的上司，專門報導相撲運動。
- 古關安廣 飾演 小瀨浩二：清的父親。
- 余貴美子 飾演 小瀨早苗：清的母親。
- 中尾彬 飾演 熊田：日本大相撲協會理事長，熊田花的父親。
- 澤田賢澄 飾演 猿谷：原為「猿將部屋」的最強力士，但在一次與清切磋時腿傷復發，最終選擇退役。
- 岸谷五朗 飾演 龍谷親方：龍貴的父親，為了維持社會地位而對兒子施加很大壓力。
- 仙道敦子 飾演 彌生：龍谷親方的妻子。
- 寺本莉緒 飾演 七海：陪酒女，小瀨清的心儀對象。
- 每熊克哉 飾演 安井：自由身記者，正調查與靜內母親和弟弟有關的命案。
- 金子大地 飾演 村田：科技公司行政總裁，以高薪僱用清為他站台。

## 製作

### 開發
2020年12月7日，Netflix宣佈製作《相撲聖域》。該劇是江口幹和金澤知樹繼2018年電視劇《祝福★星》後再度共同創作的項目。劇名《相撲聖域》中的「聖域」是同時在形容相撲擂台上的土俵和相撲界對外人的排斥。江口幹形容該劇是首部以年輕相撲力士為主角的劇集，探討了他們初嘗相撲運動面對的難關，同時亦揭示和批評了相撲圈的一些迂腐習俗和老一輩的傳統思維。為了拍攝劇中的動作場面，該劇的演員都在拍攝前一年開始準備，其中包括由奧運運動員團隊和營養師度身定做的健身計劃，以及由維新力浩司監督、為期六個月的相撲訓練。該劇亦邀請了幾位前相撲力士參演，當中包括住洋樹（原四股名：飛翔富士廣樹）和澤田賢澄（原四股名：千代之真賢澄），其中澤田在退役後開始經營餐廳生意，因此他在訪問中透露參演的原因主要是希望提升自身和餐廳的知名度。

### 拍攝
主體拍攝於2021年4月在Netflix向東寶租用的東京世田谷區影棚開始，是Netflix首次因拍攝本土作品而在外地建立製作基地。

## 發行
該劇於2023年5月4日在串流媒體Netflix上首播。

## 外部連結
- 互联网电影数据库（IMDb）上《相撲聖域》的资料（英文）